# Allan McLean
Allan McLean (ur. 3 lutego 1840 w Oban, zm. 13 lipca 1911 w Melbourne) – australijski polityk szkockiego pochodzenia. W czasie swojej kariery pełnił urzędy m.in. premiera Wiktorii oraz federalnego ministra handlu i ceł Australii.

## Życiorys

### Młodość i kariera zawodowa
Był dwuletnim dzieckiem, gdy jego rodzina wyemigrowała ze Szkocji do Australii. W nowym kraju jego ojciec utrzymywał rodzinę z hodowli owiec. Jako młody człowiek próbował swoich sił w dziennikarstwie, ale ostatecznie poszedł w ślady ojca i zajął się rolnictwem. W latach 70. XIX wieku pełnił urząd prezydenta hrabstwa Mafra (dziś już nieistniejącego) i odegrał ważną rolę w rozwoju samorządów lokalnych w Wiktorii.

### Kariera polityczna
W 1880 został członkiem Zgromadzenia Ustawodawczego Wiktorii. Dziesięć lat później objął urząd ministra rolnictwa tej kolonii, a następnie był jej głównym sekretarzem. W latach 1894–98 zasiadał w rządzie kolonialnym jako minister bez teki. W grudniu 1899 przeprowadził w parlamencie przewrót przeciwko premierowi George’owi Turnerowi, doprowadził do uchwalenia wotum nieufności dla niego, a potem, utworzył własny gabinet, który przetrwał niespełna rok.
Pomimo swojej niechęci do idei powstania Związku Australijskiego, gdy stał się on faktem, z powodzeniem kandydował do pierwszego składu federalnej Izby Reprezentantów. Zasiadł tam w ławach Partii Protekcjonistycznej. Kiedy w 1903 kierownictwo tego ugrupowania przejął Alfred Deakin, który podjął współpracę z lewicą, McLean znalazł się na uboczu. W 1904 wraz z grupą konserwatywnych protekcjonistów poparł tworzony przez Partię Wolnego Handlu gabinet George’a Reida. McLean wszedł do niego jako minister handlu i ceł. Zdaniem większości historyków był faktycznie drugą pod względem znaczenia osobą w rządzie po premierze. Rząd przetrwał do 1905, zaś po jego upadku dla McLeana nie było już powrotu w szeregi protekcjonistów. W 1906 stracił mandat parlamentarny i znalazł się na przymusowej politycznej emeryturze. Choć otrzymał propozycję ponownego kandydowania w 1909 roku, odrzucił ją ze względu na postępujący reumatyzm. Zmarł w 1911, przeżywszy 71 lat.